# Ružany
Ružany (bělorusky: Ружаны, polsky: Różana) je sídlo městského typu podtypu městské sídlo nacházející se v Brestské oblasti v Bělorusku. Město leží při stejnojmenné řece, zhruba 140 kilometrů od Brestu a 38 kilometrů od Ivacevičy, kde se nachází nejbližší železniční trať. Nejstarší zmínka o městě pochází z roku 1552.
Mezi turistické atraktivity města patří rozbořený Ružanský palác, dva velké kostely (katolický kostel Nejsvětější Trojice a pravoslavný kostel svatého Petra a Pavla) a starý židovský hřbitov s velkou, avšak pobořenou synagogou.
Mezi slavné osobnosti, které se ve městě narodily, patří bývalý izraelský premiér Jicchak Šamir.

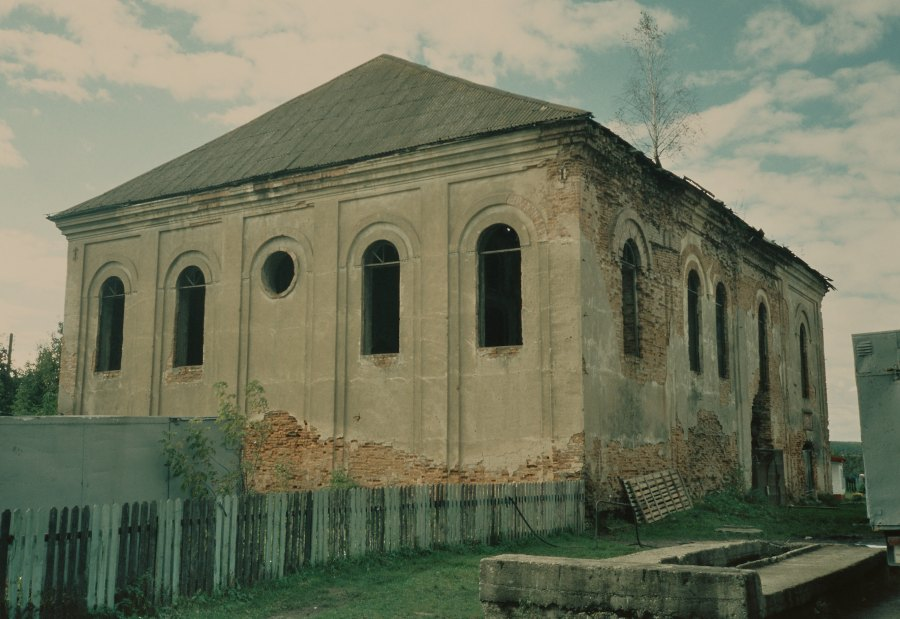
Ružanská synagoga (2006)
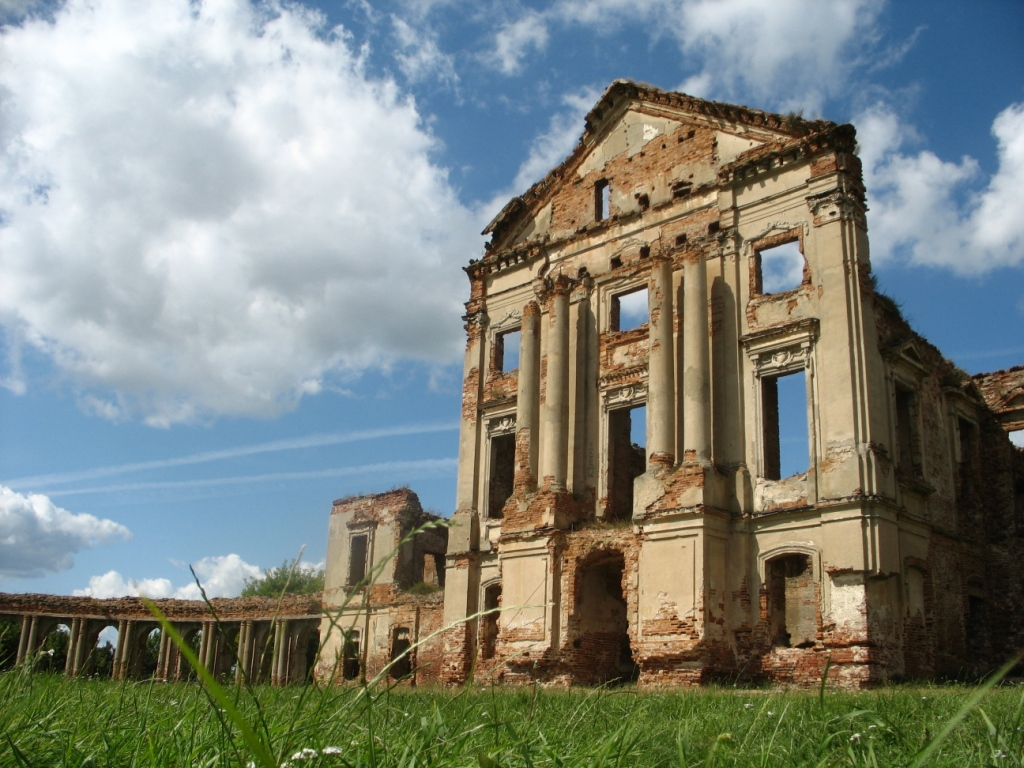
Ružanský palác
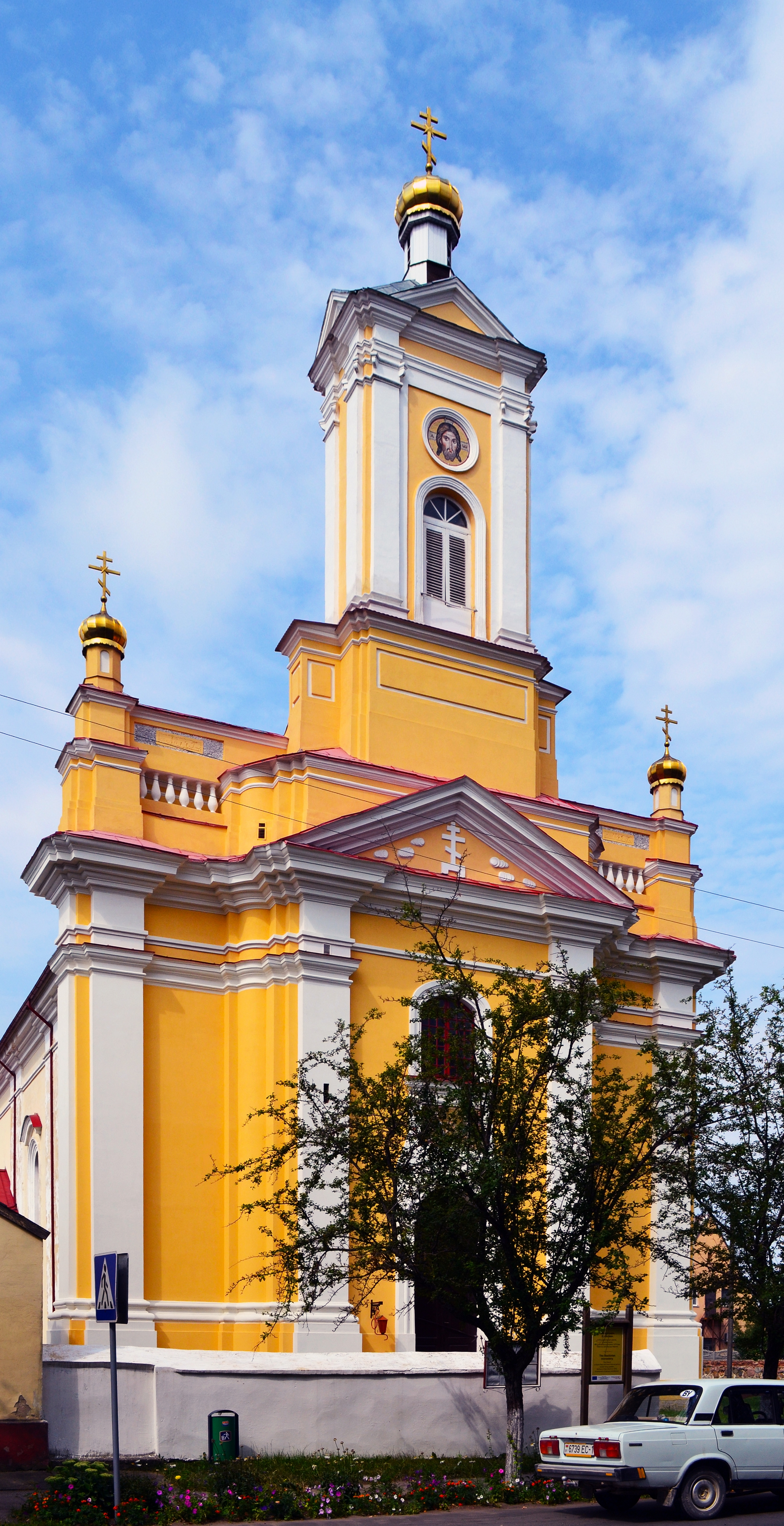
pravoslavný kostel svatého Petra a Pavla